# H̱ammé Zohar
H̱ammé Zohar (hebreiska: חמי זהר) är en varm källa i Israel.   Den ligger i distriktet Södra distriktet, i den sydöstra delen av landet.
Terrängen runt H̱ammé Zohar är kuperad västerut, men österut är den platt.  Närmaste större samhälle är ‘Arad, 17,9 km nordväst om H̱ammé Zohar. 